# Diego Domínguez

a Compétitions nationales et continentales officielles uniquement.

b Matchs officiels uniquement.
Dernière mise à jour le 8 mai 2012.
Diego Domínguez, né le 25 avril 1966 à Córdoba, en Argentine, est un joueur de rugby à XV italo-argentin, jouant demi d'ouverture. Il a joué pour l'équipe d'Argentine et surtout avec l'équipe d'Italie, dont il est le meilleur réalisateur. Il marquera son sport par sa régularité, sa justesse au pied mais aussi par le fait qu'il compensait son modeste gabarit par une très bonne technique aussi bien en attaque qu'en défense. Son excellent jeu au pied en fait de lui, l'un des meilleurs numéro 10 de l'histoire de ce sport. Avec le Stade français, il gagne quatre titres de Champion de France.

## Biographie
Diego Domínguez participe en 1986 à une tournée en France avec l'équipe d'Argentine mais, barré par Hugo Porta, il ne dispute aucun match. En 1989, il dispute ses deux seules rencontres avec l'Argentine lors du Championnat d'Amérique du Sud de rugby à XV. Domínguez marque 27 points contre l'Uruguay et le Chili et l'Argentine gagne le tournoi.
En 1990, il décide d'aller jouer en Italie pour l'Amatori Rugby Milan. Grâce à une grand-mère italienne, il est qualifié pour jouer avec l'équipe d'Italie et obtient sa première sélection contre la France en mars 1991. Cette année-là, il gagne son premier titre de Champion d'Italie avec Milan puis participe à la Coupe du monde avec l'Italie.
Il gagne trois autres Championnats d'Italie en 1993, 1995 et 1996 avant de rejoindre le Stade français CASG, qui vient de remonter en première division du Championnat de France, en 1997. Dès sa première saison, en 1998, il remporte le titre de Champion de France, et recommencera lors de la saison 1999-2000.
En équipe nationale, il s'impose au poste de demi d'ouverture et forme à partir de 1994 la charnière italienne avec Alessandro Troncon. Ensemble, ils disputent les Coupes du monde 1995 et 1999. Dominguez annonce sa retraite internationale à la fin du premier Tournoi des Six Nations, en 2000, mais l'entraîneur néo-zélandais Brad Johnstone le rappelle un an plus tard. Il quitte finalement la scène internationale à l'issue du Tournoi 2003, après 73 sélections pour l'Italie dont 53 aux côtés de Troncon. Avec 971 points, il est le meilleur réalisateur italien de tous les temps.
En novembre 2000, il est sélectionné avec les Barbarians français pour jouer la Nouvelle-Zélande au Stade Bollaert à Lens. Les Baa-Baas parviennent à s'imposer 23 à 21.
Le 19 mai 2001, il est titulaire en finale de la Coupe d'Europe, associé à la charnière à Morgan Williams, au Parc des Princes à Paris face au Leicester Tigers mais les Anglais s'imposent 34 à 30 face aux Parisiens. Il remporte une troisième fois le Championnat de France en 2003 puis conclut sa carrière en club, à 38 ans, par un nouveau titre en 2004, face à Perpignan.
En septembre 2003, il est capitaine des Barbarians français à l'occasion d'un match opposant le XV de France, rebaptisé pour l'occasion XV du Président (afin de contourner le règlement qui interdit tout match international à moins d'un mois de la Coupe du monde), et les Barbarians français, composés essentiellement des joueurs tricolores non retenus dans ce XV présidentiel et mis à disposition des Baa-Baas par Bernard Laporte. Ce match se déroule au Parc des sports et de l'amitié à Narbonne et voit le XV du président s'imposer 83 à 12 face aux Baa-Baas.
Après sa carrière, Diego Domínguez devient, entre autres, consultant pour une chaîne de télévision italienne et ambassadeur de la marque de montres Citizen. Il s'engage dans la promotion du rugby, surtout en Argentine, lors de stages sportifs pour enfants ou du Seven de Punta del Este.
Le 20 décembre 2014, Mourad Boudjellal, président du RC Toulon, annonce l'arrivée future de Diego Dominguez au club. De janvier à juin 2016, il occupe le poste d'assistant directeur sportif, puis succède à Bernard Laporte au poste de manager à l'été 2016. Mais le 24 octobre 2016, il est démis de ses fonctions, en raison de désaccords de fond avec le président Boudjellal, et remplacé par Mike Ford, entraîneur des arrières du RCT.

## Palmarès
- Championnat d'Italie de première division :
  - Vainqueur (4) : 1991, 1993, 1995 et 1996
  - Finaliste (2) : 1994 et 1997
- Coupe d'Italie :
  - Vainqueur (1) : 1995
- Championnat de France de première division :
  - Vainqueur (4) : 1998, 2000, 2003 et 2004
- Coupe de France :
  - Vainqueur (1) : 1999
  - Finaliste (1) : 1998
- Coupe d'Europe :
  - Finaliste (1) : 2001

## Statistiques en équipes nationales
- 2 sélections en équipe d'Argentine (27 points)
- 74 sélections en équipe d'Italie (983 points)
- 1 010 points en sélection nationale (9 essais, 133 transformations, 20 drops, 213 pénalités).